# Hareton Salvanini
Hareton Salvanini (Bauru, 1942– 2006), foi um cantor, compositor, arranjador, maestro e multi-instrumentista brasileiro. 

## Carreira
Hareton Salvanini nasceu em Bauru e cresceu em Campinas, sendo filho do cantor e violonista Luwino Salvanini. Iniciou sua carreira artística ganhando destaque no Festival Universitário da Canção Popular da TV Tupi, em São Paulo. Reconhecido por suas trilhas sonoras para cinema e filmes publicitários, ele liderou um octeto no programa “Mambembe”, dirigido por Walter Silva, na TV Bandeirantes, durante a década de 1970.
Em 1973, Salvanini lançou seu LP "Hareton Salvanini – S/P – 73" pela gravadora Continental. Neste álbum, ele interpretou composições próprias, como "Salamandras", "Prelúdio em si bemol menor", "Só", "Primitivo", "Papa-Mama" e "Yelris", além de músicas coescritas com seu irmão Ayrton Salvanini, como "Eu hoje acordei com a luz do sol", "Sem nome", "Irracional" e "Imagem". Este LP foi aclamado em Tóquio, Japão, como o “Melhor disco estrangeiro”, e mais tarde se tornou um item raro e cultuado por sua fusão de jazz e música erudita.
Ainda em 1973, ele trabalhou nos arranjos do LP "Meu corpo, minha embalagem, todo gasto na viagem", lançado por Ednardo, juntamente com Rodger Rogério e Tetty, pela Continental. Em 1974, Salvanini compôs "You Can’t Run Away from Your Destiny" com Beto Ruschel e Dudu França, para a trilha sonora do filme franco-brasileiro "A Virgem de Saint Tropez", dirigido por Zygmunt Sulistrowski.
Sua composição "Sem nome" foi incluída na coletânea "Norte forte", da Continental, em 1977, ao lado de diversos artistas. Entre 1997 e 2001, Salvanini atuou como diretor musical da TV Record, em São Paulo, onde compôs temas musicais para o telejornal "Cidade Alerta", o Programa Raul Gil e o Jornal da Record.
Ao longo dos anos, seu trabalho foi reconhecido e sampleado por artistas brasileiros e internacionais como Sabotage, Marcelo D2, Guilty Simpson, Freddie Gibbs, Jedi Mind Tricks e outros.

## Discografia
Álbuns de estúdio
- 1973 - S.P/73
- 1974 - A Virgem de Saint Tropez
- 1977 - Hareton Salvanini
- 1981 - Xavana Uma Ilha Do Amor
- 1989 - Saudades De Caminhoneiro